# Premier League 2006/2007
Premier League 2006/07 probíhala v Anglii od 19. srpna 2006 do 13. května 2007. Titul anglického mistra získal Manchester United. Sestoupily týmy Sheffield United, Charlton Athletic a Watford.

## Góly

### Nejlepší střelci
| Scorer            | Goals | Team                 |
| ----------------- | ----- | -------------------- |
| Didier Drogba     | 20    | Chelsea FC           |
| Benni McCarthy    | 18    | Blackburn Rovers FC  |
| Cristiano Ronaldo | 17    | Manchester United FC |
| Mark Viduka       | 16    | Middlesbrough FC     |
| Darren Bent       | 14    | Charlton Athletic FC |
| Wayne Rooney      | 14    | Manchester United FC |
| Dimitar Berbatov  | 13    | Tottenham Hotspur FC |
| Kevin Doyle       | 13    | Reading FC           |
| Robbie Keane      | 12    | Tottenham Hotspur FC |
| Dirk Kuijt        | 12    | Liverpool FC         |
| Yakubu Aiyegbeni  | 12    | Middlesbrough FC     |

### Nejrychlejší góly
| Střelec       | Čas (v sekundách) | Tým                  | Protitým            |
| ------------- | ----------------- | -------------------- | ------------------- |
| Kevin Doyle   | 16                | Reading FC           | Sheffield United FC |
| Danny Murphy  | 39                | Tottenham Hotspur FC | Portsmouth FC       |
| Shabani Nonda | 57                | Blackburn Rovers FC  | Portsmouth FC       |
| Thierry Henry | 58                | Arsenal FC           | Reading FC          |

## Hráč a trenér měsíce
| Měsíce        | Trenér                                   | Hráč                                                                         |
| ------------- | ---------------------------------------- | ---------------------------------------------------------------------------- |
| Srpen 2006    | Sir Alex Ferguson (Manchester United FC) | Ryan Giggs (Manchester United FC)                                            |
| Září 2006     | Steve Coppell (Reading FC)               | Andrew Johnson (Everton FC)                                                  |
| Říjen 2006    | Sir Alex Ferguson (Manchester United FC) | Paul Scholes (Manchester United FC)                                          |
| Listopad 2006 | Steve Coppell (Reading FC)               | Cristiano Ronaldo (Manchester United FC)                                     |
| Prosinec 2006 | Sam Allardyce (Bolton Wanderers FC)      | Cristiano Ronaldo (Manchester United FC)                                     |
| Leden 2007    | Rafael Benítez (Liverpool FC)            | Francesc Fàbregas (Arsenal FC)                                               |
| Únor 2007     | Sir Alex Ferguson (Manchester United FC) | Ryan Giggs (Manchester United FC)                                            |
| Březen 2007   | José Mourinho (Chelsea FC)               | Petr Čech (Chelsea FC)                                                       |
| Duben 2007    | Martin O'Neill (Aston Villa FC)          | Robbie Keane (Tottenham Hotspur FC) Dimitar Berbatov (Tottenham Hotspur FC)1 |

## Zajímavosti
- 15000. gól v historii Premier League vstřelil Moritz Volz hrající za Fulham proti Chelsea
- 17. března 2007 vstřelil brankář Tottenhamu Paul Robinson gól z přímého kopu ze vzdálenosti 83 yardů (cca 76 metrů). Stalo se tak v zápase proti Watfordu
- Nejlepší střelec Didier Drogba
- Nejlepší brankář Petr Čech